# アンテロース

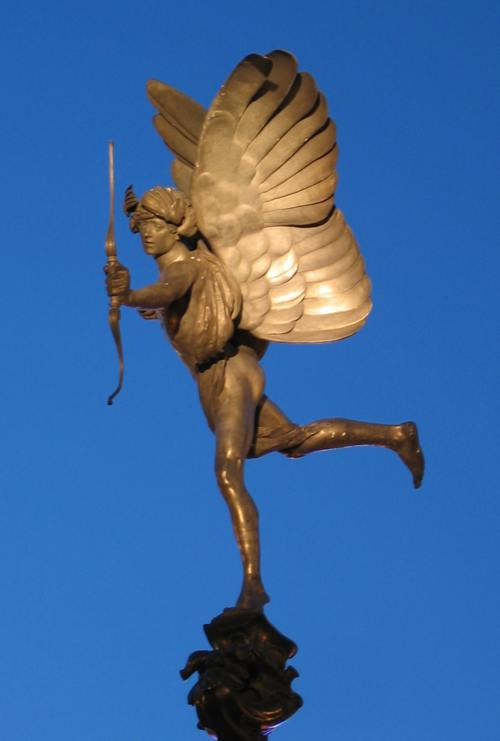
アンテロースをモチーフに1885年にアルフレッド・ギルバートによって制作されたロンドンピカデリーサーカスシャフツベリー伯記念噴水の天使像。

アンテロース（古希: Ἀντέρως, Anterōs）とはギリシア神話の返愛の神である。名称は「愛に対するもの」を意味し、相互愛や同士愛の象徴とされた。また、恋の復讐者とすることもある。
長母音を省略してアンテロスとも表記される。
アレースとアプロディーテーの子供でエロースの弟とされる。
エロースの矢によって射られると、その人は誰かに対する激しい片思いをかき立てられる。アンテロースは片思いの対象となった人に対して矢を放ち、双方の気持ちを通じさせるという。
また、エロースが目隠しをして矢を乱射する「盲目のクピド」のモチーフでは、エロースの矢が当たっては困る立場の人にまで当たる。その場合にアンテロースが矢を射ることで、盲目的な愛を理性的な愛に変化させるとされており、アンテロースは愛を退ける神とも解釈されている。